# Romuald Hilsenbeck
Romuald Hilsenbeck (* 7. März 1897 in Gründelhardt, heute Frankenhardt; † 25. Dezember 1961 in Stuttgart) war ein deutscher Politiker der KPD und antifaschistischer Widerstandskämpfer.

## Leben und Beruf
Nachdem er in den letzten beiden Jahren des Ersten Weltkriegs noch im Kriegsdienst diente, trat Hilsenbeck im Juni 1919 eine Stelle bei der Württembergischen Post- und Telegraphenverwaltung an. Im Januar 1923 wurde er dort verbeamtet. Im Dezember 1926 wurde er planmäßig als Postschaffner beim Postamt Stuttgart angestellt.
1924 trat Hilsenbeck in die KPD ein. Für diese wurde er 1932 in den württembergischen Landtag gewählt, aus dem er im Folgejahr wieder ausschied.
Am 4. März 1933 wurde Hilsenbeck aus politischen Gründen durch die Oberpostdirektion Stuttgart nach Waldsee versetzt, wo er am 13. März seinen Dienst antreten sollte. Jedoch wurde er zwei Tage vorher, am 11. März 1933 in Waldsee in sogenannte „Schutzhaft“ genommen und noch im selben Monat ins KZ Heuberg überführt. Während seiner Haft wurde er am 24. April zunächst vorläufig des Amtes enthoben und ein förmliches Dienststrafverfahren gegen ihn eingeleitet. Durch Entschließung des Reichspostministers und auf Grundlage des Gesetzes zur Wiederherstellung des Berufsbeamtentums wurde er am 2. August 1933 schließlich endgültig aus dem Staatsdienst entlassen. Am 23. Dezember 1933 wurde er ins KZ Oberer Kuhberg verlegt, am 19. Mai 1934 wurde er aus der Haft entlassen. Er war nunmehr als Warenverteiler bei der Firma Otto Rupp in Heilbronn tätig. Parallel setzte er die illegale Arbeit gegen das NS-Regime fort.
Am 7. Dezember 1935 wurde Hilsenbeck erneut verhaftet, seine Haft verbrachte er vermutlich in Stuttgart sowie erneut im Lager Heuberg und im KZ Oberer Kuhberg. Am 30. Januar 1936 wurde er aus dieser Haft entlassen. Mit Beginn des Zweiten Weltkriegs zog er in den Kriegsdienst, doch nahm er bereits im April 1940 eine Tätigkeit als Einrichter bei Kodak in Stuttgart an. Am 23. August 1944 wurde er im Rahmen der "Aktion Gewitter" erneut in "Schutzhaft" genommen, aus der er sechs Tage später entlassen wurde.
Nach dem Zweiten Weltkrieg kehrte Hilsenbeck in den Postdienst und seine Funktion als Postschaffner bzw. Postassistent zurück. Er gehörte dem Stuttgarter Gemeindebeirat an, im Mai 1946 wurde er in den Gemeinderat gewählt. Im Februar 1949 stieg er zum Postinspektor auf.
Bei der Wahl 1950 kandidierte er für den Landtag von Württemberg-Baden, jedoch verpasste die KPD die Fünf-Prozent-Hürde knapp.